# باشگاه فوتبال فلیکستو و والتون یونایتد
باشگاه فوتبال فلیکستو و والتون یونایتد (به انگلیسی: Felixstowe & Walton United Football Club) یک باشگاه فوتبال در شهر فلیکستو، کشور انگلستان است که در سال ۲۰۰۰ میلادی تأسیس شده‌است.